# Ernst Rüdiger von Starhemberg (1638–1701)
Arnošt Rutger hrabě ze Starhembergu (německy Ernst Rüdiger Graf von Starhemberg, 12. ledna 1638, Štýrský Hradec – 4. ledna 1701, Vídeň) byl rakouský šlechtic z rodu Starhembergů. Sloužil v císarské armádě polní maršál, vojenský velitel vídeňské posádky za obležení tohoto města Turky a prezident dvorní vojenské rady.

## Život

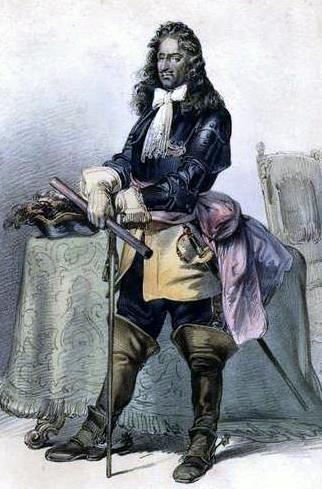
Starhemberg v roce 1683

Narodil se roku 1638 ve Štýrském Hradci. V mládí vstoupil do císařské armády s bojoval mimo jiné proti Švédům a v roce 1664 se vyznamenal v bitvě u Mogersdorfu. 
V letech 1672–1676 se pod velením Karla Lotrinského účastnil války proti Francouzům a během obléhání Philippsburgu utrpěl těžké zranění. Roku 1680 byl jmenován vrchním velitelem obrany moravské zemské hranice, kterou měl bránit před vpádem kuruců za Tökölyho povstání. Císař jej roku 1681 povýšil na polního zbrojmistra.
Do historie však hraběte Starhemberga zapsal roku 1683. Císař Leopold I. ho jmenoval vrchním velitelem vídeňské posádky a jemu tím pádem připadl nezáviděníhodný úkol ubránit hlavní město monarchie proti obrovské a dobře zásobené armádě, kterou vedl sultánův vezír Kara Mustafa Paša. Navzdory všemu svůj úkol splnil, a to i přes úplavici, která se později začala v obleženém městě šířit. Padlo ji za oběť stejné množství lidí jako tureckým obléhatelům. Starhemberg prokázal rovněž velkou osobní statečnost. Osobně na hradbách bojoval, a poté, co byl při útoku na Lőbelbastei zraněn na hlavě, nechal se za nejtěžší palby nosit po hradbách na nosítkách. Císař jej za odměnu jmenoval polním maršálem. Díky jeho odvaze, schopnostem a vytrvalosti Vídeň přečkala dvaašedesátidenní turecké obléhání, úplavici i hlad.
Arnošt Rutger hrabě Starhemberg se účastnil i dalších tažení proti Turkům. Podílel se také na osvobození Budína v roce 1686. Utrpěl tam i druhé zranění, tentokrát na noze. 28. listopadu mu císař Leopold za prokázané služby polepšil erb. Poté se stal prezidentem dvorní vojenské rady ve Vídni, kde také roku 1701 zemřel. Byl pohřben v kryptě skotského klášterního kostela ve Vídni a jeho epitaf v témže kostele navrhl Johann Bernhard Fischer z Erlachu.

## Rodina
Jindřich Arnošt Rutger ze Starhembergu byl dvakrát ženat. Jeho první žena byla vzdálená příbuzná Helena Dorothea ze Starhembergu (1634 Wildberg – 19. prosince 1688 ve Vídni). Svatbu měli 7. prosince 1658. Měli spolu následující děti:
- 1. Reichard ( † 19. 8. 1691)
- 2. Alžběta Zuzana (1660-1683) ∞ (září 1680) hrabě Jeroným Václav z Thurnu († 3. 5. 1720 Görz)
- 3. Jindřich Baltazar († 6. 9. 1686)
- 4. Marie Kateřina (1663 Vídeň – 2. 1. 1743 Eien) ∞ (20. února 1686) hrabě Otto Jindřich z Hohenfeldu (1645 – 25. 2. 1719 Vídeň)
- 5. Raimund Gundaker Antonín Gottfried (13. 2. 1671 – 16. 4. 1671)
- 6. Marie Gabriela Barbora (2. 12. 1673 Vídeň – 23. 2. 1745 Štýrský Hradec)

∞ (1685 Stanislaus Wessel ?)
∞ červen 1692 František Karel z Dünewaldu († před r. 1694)
∞ (1694 Štýrský Hradec) Maxmilián Zikmund z Trauttmansdorff-Weinsbergu (25. 2. 1668 Štýrský Hradec – 19. 12. 1732 Štýrský Hradec)
Jeho druhou manželkou byla hraběnka Marie Josefa Jörgerová z Tolletu (1668 - 12. března 1746, Vídeň). Svatbu měli 14. května 1689 ve Vídni. Měli spolu následující děti:
- 7. Helena Antonie ∞ svobodný pán Karel Ferdinand z Welzu
- 8. Maria Antonie (5. 5. 1692 Vídeň – 27. prosince 1742 Vídeň) ∞ (25. listopadu 1714) hrabě František Antonín ze Starhembergu (30. 7. 1691 Vídeň – 5. 7. 1743 Praha)
- 9. Marie Anna (1693 – 30. 3. 1694 )
- 10. Gabriela (srpen 1696 – 22. 4. 1697)
- 11. Josefa (ca 1698 – 4. 5. 1701)

Marie Josefa se po smrti svého chotě provdala za jeho mladšího bratra Gundakera Tomáše ze Starhembergu.